# Amazonides babaulti
Amazonides babaulti är en fjärilsart som beskrevs av Bernard Laporte 1984. Amazonides babaulti ingår i släktet Amazonides och familjen nattflyn. Inga underarter finns listade i Catalogue of Life.